# Cheny
Cheny is een gemeente in het Franse departement Yonne (regio Bourgogne-Franche-Comté) en telt 2588 inwoners (2005). De plaats maakt deel uit van het arrondissement Auxerre. In de gemeente ligt het gesloten spoorwegstation Chény.

## Geografie
De oppervlakte van Cheny bedraagt 9,7 km², de bevolkingsdichtheid is 266,8 inwoners per km².
De onderstaande kaart toont de ligging van Cheny met de belangrijkste infrastructuur en aangrenzende gemeenten.

## Demografie
Onderstaande figuur toont het verloop van het inwonertal (bron: INSEE-tellingen).